# オフレコ
オフレコ（英語: off the record、記録にとどめないこと）とは、談話などを公表しないこと、または非公式なものとすることを指す報道用語である。談話の内容を非公開とすることを発言者と取材者全員が事前に約した上で、本音を話してもらうことである。したがって、双方が事前に約束することなく発言者が発言し、発言後に「オフレコ」とマスコミ側へ依頼又は脅迫しても、オフレコの条件を満たさない。
オフレコを対価に話してもらった内容を非公開にすることは情報提供側と取材記者との間の約束事項であり、それを守るのは記者としての基本的なモラルとされる。

## 成立条件
発言者が事前にオフレコであることを宣言し、それに対してその場にいた取材者全員が了承した場合のみ成立する。すなわち、「契約成立後の発言内容について、口頭約定のみによって完成する秘密保持契約を締結」したものである。広義では発言者と取材者以外に居合わせた第三の当事者たちにも適用される場合もある。

## 種類
オフレコの程度は、取材時に記者と発言者の間の約束として取り決められる。日本では名前と発言内容の両方の公表を拒否する完全オフレコと、名前だけを隠して、発言内容は公表出来る匿名報道がある。

## 取材源の秘匿
オフレコ発言は発言者の了解を得なければ、原則としてオフレコ解除をしてはならないと解されている。
取材源の秘匿の観点から、しばしばジャーナリズムの義務かつ権利として主張される。たとえ法律違反を前提とする発言でも取材源の秘密は守られるべきであり、また公権力もこれを尊重すべきだという考え方は報道関係者を中心に根強い。公式の発言では原則論・建前論ばかりで慎重な表現が多いが、非公式の発言では断定的だったり踏み込んだ本音の表現をすること等のために報道をすると公式の発言よりも大きく注目されやすいが、一方で非公式の発言では取材源の秘匿が要求されていることを理由に発表者の名前が報じられないことになる。マスメディアは取材源秘匿の要求を受け入れてでも、公的機関・業界団体から発表内容について発表者個人が特定される表現を避ける傾向があるが、報道の内容や推測される発表者の地位によってはリークに加担していると批判されることがある。
日本新聞協会編集委員会はオフレコについて「ニュースソース（取材源）側と取材記者側が相互に確認し、納得したうえで、外部に漏らさないことなど、一定の条件のもとに情報の提供を受ける取材方法で、取材源を相手の承諾なしに明らかにしない「取材源の秘匿」、取材上知り得た秘密を保持する「記者の証言拒絶権」と同次元のものであり、その約束には破られてはならない道義的責任がある。」と述べている。と同時に、これは乱用されてはならず、ニュースソース側に不当な選択権を与えたり、国民の知る権利を制約・制限する結果を招く安易なオフレコ取材は厳に慎むべきとしている。新聞労連は、1997年に採択した「新聞人の良心宣言」で「権力との癒着と疑われるような行為はしない。公人の『オフレコ発言』は市民の知る権利が損なわれると判断される場合は認めない」と表明している。
フジテレビ報道局の上席解説委員である平井文夫は、メディアが一方的にオフレコを破るのはフェアではないという批判が出てくるのは当然だとする一方で、メディアが重大な事実を国民に伝えなければ役割放棄だという批判もあり、メディア内でも意見が分かれているとする。
実際にはオフレコ扱いであっても、何らかの形で報じられることもある。元共同通信の後藤謙次は、オフレコ発言であっても時期を置けば公表できるタイミングが、長年の取材により政治家との呼吸で分かるという。元産経新聞記者の福島香織も、別に取材して同一情報が得られれば報道してもいいとの慣習や、完オフ情報がその直近に出された週刊誌に掲載されるなど、完全オフレコが守られないこともあるとしている。その他にも、外部へ漏らさないとなっているオフレコ発言が、政治記者によって別の政治家に筒抜けになっているケースもあり、ジャーナリストの岩上安身は、オフレコの記者メモが権力闘争の道具に使われたり、官邸に集められることで政治部の記者が諜報機関の役割になっていることを指摘する。
実際にさしたる不都合が無いにもかかわらず、とくに裏どり取材等の困難な情報のケースにおいて、オフレコの匿名性を利用して報道を誘導しようとする意図のある場合もあり、取材源を真に護るための「取材源の秘匿」と必ずしも同視するのは行き過ぎとみられる場合もあり得る。オフレコ取材が単に相手の真意を確かめる取材手法として有効であるといった程度の場合であれば、メディアが恣意的にオフレコ解除するのであればオフレコ取材に応じる人はいなくなるであろうし、それがメディア側への懲罰となるともいえる。また、むしろ情報提供者が報道を悪意で誘導しようとするケースに至っては、そもそもオフレコ扱いが当事者間の信頼関係で成り立っている以上、情報提供者はオフレコを外されても受忍すべきという考え方も成り立つ。

## 欧米の現状
アメリカの大学ジャーナリズムスクールで使われるMelvin Mencher'sの「News Reporting and Writing」では、「バックグラウンド（背景説明）」、「ディープバックグラウンド（深層背景説明）」「オフレコ」の形態がある。「バックグラウンド」は発言者の名前や肩書を明示できないが、発言内容は自由に使える匿名報道である。「ディープバックグラウンド」は発言者の名前や肩書が明示できないだけでなく、発言内容の直接引用を行えないために記者が地の文で書くことになる。「オフレコ」は聞いた話は一切公開してはならない「完全オフレコ」である。
欧米の報道では、オフレコは行われていないという意見がある。従来、日本ではアメリカに「国務省高官」といったオフレコの表現がある。しかし、元新聞記者の福島香織は、オフレコで得た情報が独自取材による情報と一致した場合に報道できなくなるため、欧米の記者はオフレコの要請を相手にしないと主張している。
米CBSイブニングニュースのサブアンカーパーソンを務めていたコニー・チャンは、ニュート・ギングリッチ下院議長（当時）の母親にインタビューし、オフレコと言う約束を破って「ギングリッチ下院議長がヒラリー・クリントン大統領夫人（当時）を家ではビッチと呼んでいた」という発言を60 Minutesで放送して問題視された。チャンは直後にCBSを退職したが、この放送との関連性は否定している。
また政治分野での匿名報道（background briefing）も行われていないという意見がある。上杉隆は『ニューヨーク・タイムズ』での経験から、アメリカでは公人についてのオフレコ取材は認められていないと主張している。
権力者から求められた場合でも、手ひどい意趣返しで対抗したケースがある。例えば1970年代に『ワシントン・ポスト』がキッシンジャー国務長官からベトナム戦争に関するリークを受けた。キッシンジャーは「政府高官」からの情報という匿名報道を求めた。これに対してワシントン・ポストは文章では一言も触れなかったが、キッシンジャーの写真を一緒に掲載した。

## 日本の現状
日本では特に政治報道でオフレコが多用されている。記者クラブによって、オフレコ記者懇談会が半ば制度化している為である。しかし、政府関係者などのオフレコ発言が社会的な通念を逸脱しているなどの理由でメディアの判断によりオフレコが解除され、各メディアでスクープされるようになり、辞任や更迭に追い込まれるケースが増えている（後述）。このような、一方的なマスコミのリークは、日本社会に影響を及ぼし、「オフレコ」という言葉自体が死語になっている。

## オフレコにおける肩書き
オフレコで報道される際に用いる肩書には、以下のような暗黙のルールがあると言われている。匿名報道となっているが、肩書きの種類によっては取材源は事実上秘匿されていないものも多い。完全オフレコでない場合、本人は記事になることを前提にして、公式に発言できない内容を（本人として）発言したいという思惑で答える場合もある。
- 政府首脳 - 官房長官、（首相の可能性もある）[19]
- 政府高官 - 官房副長官、（官房長官の可能性もある）[20]
- 首相周辺 - 首相秘書官など[20]
- 政府筋 - 官房副長官、首相秘書官
- 党首脳 - 党首、党幹事長
- 党幹部 - 党三役（党四役）
- ○○周辺 - ○○の秘書
- ○○省首脳 - 次官級
- ○○省幹部 - 局長級、審議官
- ○○省筋 - 中央省庁の実務者
- ○○派領袖 - 派閥会長・派閥代表
- ○○派幹部 - 派閥副会長・派閥事務総長
- 権威筋 - その問題で決定権を持つ人
- 消息筋、極めて信頼すべき筋 - その問題の決定権はないが、知識をもち解析ができる専門家
- 企業首脳 - 法律上の代表権者である社長[21]
- 企業幹部 - 取締役などの役員、社長だが特定を避け首脳と書けない場合[21]

特殊な場合で、海外駐在の特派員の記事の「観測筋」は、その特派員自身の場合がある。日本の新聞は客観報道を標榜しているためである。

## 話題になったオフレコ報道
- 1994年 - 小沢一郎の過去のオフレコ発言（「海部俊樹は馬鹿」「担ぐ神輿は軽くてパーがいい」）などを『文藝春秋』1994年10月号誌上で時事通信の田崎史郎が明かした。オフレコ発言の暴露は論議を呼び[23][24][25]、時事通信は田崎に減俸と出勤停止の処分を下した[26]。
- 1995年10月 - 防衛施設庁長官の宝珠山昇がオフレコで村山富市首相を「頭が悪い」と発言したことが明るみに出て、オフレコ解除が問題となる。宝珠山は長官職を更迭される[27]。
- 1995年11月 - 総務庁長官の江藤隆美がオフレコでの韓国併合をめぐる発言が非記者クラブのメディアで明らかになり、オフレコ解除をめぐって毎日新聞と読売新聞・産経新聞とで対応が分かれて対立した。江藤は長官を辞任した[28]。
- 2002年6月 - 内閣官房長官の福田康夫が非核三原則の見直しについてオフレコで発言し、問題視された[29]。福田は2003年7月にも強姦について「裸のような格好をする女性も悪い」とするオフレコ発言が報じられて、国会質問でも取り上げられた。しかし福田自身は答弁でこのオフレコ発言を否定した[30][31]。
- 2009年3月 - 内閣官房副長官の漆間巌が西松建設事件の検察捜査に関する見通しをオフレコ発言したことが問題視された。新聞報道等では、懇親会のオフレコ発言に関する扱いのルールに従い、「政府高官」として匿名で報じたが、政治問題化したことから河村建夫官房長官が実名を明かした[32][33]。
- 2011年11月 - 沖縄防衛局長の田中聡が那覇市内の居酒屋で記者団とのオフレコでの非公式な懇談を行った際に、在日米軍普天間飛行場の代替施設建設に向け、政府が環境アセスメントの評価書の提出時期を明言しない理由について「これから犯す前に犯しますよと言いますか」と女性への性的暴行に例えるかの様な発言を行った。同席した琉球新報は「公共性、公益性があると判断して報道に踏み切った。発言は人権感覚を欠き、政府の沖縄に対する強権的なあり方を象徴していると受け止めた」とオフレコを解除し、発言を同紙朝刊一面で報道した。この発言に批判が続出し、後に一川保夫防衛大臣により田中は防衛局長から更迭され、停職40日の懲戒処分を受けた[34][35]。
- 2023年2月 - 内閣総理大臣秘書官の荒井勝喜は、岸田文雄首相の国会での性的少数者や同性結婚について述べた答弁内容について、オフレコ前提で首相官邸で記者陣に質問され、「僕だって見るのも嫌だ。隣に住んでいるのもちょっと嫌だ」「（ほかの首相）秘書官もみんな反対だ」「同性婚を認めたら国を捨てる人が出てくる」「LGBT（の人）も好きでなっているわけじゃない。サポートしたり、救ってあげたりしないといけない」などの差別的な発言をした。その後、毎日新聞が「同性婚制度の賛否にとどまらず、性的少数者を傷つける差別的な内容であり、岸田政権の中枢で政策立案に関わる首相秘書官がこうした人権意識を持っていることは重大な問題」と判断し、荒井に通告したうえでオフレコを解除して報道に踏み切り[36]、その後各メディアで報じられ、批判が相次いだ[37]。荒井はその後発言を撤回したが、岸田首相から秘書官を更迭された[38]。

### オフレコ解除後の例
実名が明かされてオフレコの建前が崩れた後になっても、オフレコ解除がされていない場合、不自然な状況が生まれたことがある。例えば、内閣官房長官の福田康夫は解除前に、自分の発言について記者会見で質問を受け、「政府首脳に確認した」と一人二役を演じる羽目に陥った。漆間巌の一件では、『日刊ゲンダイ』や鈴木宗男から実名が漏れた。漆間がオフレコ解除を拒否したため、記者クラブに属するメディアは混乱した。

## 発言の当事者が事後にオフレコを主張した例
- ある経済官庁の定例会見で担当局長が口を滑らせ、事後に「ここはオフレコでお願い」と懇願した際に、会見場の記者全員が「ノー」を突きつけ、局長の発言を一字一句報道した[2]。
- 2011年7月 - 民主党の松本龍復興相が、テレビカメラやメディア記者らの前で開催された村井嘉浩宮城県知事との対談において、暴言を発した後、記者らに向かって「今の最後の言葉はオフレコです。絶対書いたらその社は終わりだから」と発言した[40][2]。松本のケースは冒頭で述べたオフレコの成立条件を満たさないため、オフレコには当たらないが、一社を除きメディアは報道しなかった[1][2]。その後、松本は世論の批判を受けて、同月5日に復興担当大臣を辞任した[2]。
- 2023年3月 - 立憲民主党参議院議員の小西洋之が、週1回開催されている衆議院憲法審査会を念頭に「毎週開催は憲法のことなんか考えないサルがやることだ」と発言した。与野党から批判が相次いだことで謝罪と発言の撤回をおこなったが、発言はオフレコという認識だったとも主張した[41]。その後、小西は立憲民主党から参議院憲法審査会筆頭幹事の職を解任された[42]。